# لئونارد گلدستین
لئونارد گلدستین (انگلیسی: Leonard Goldstein؛ ۲۸ مه ۱۹۰۳ – ۲۳ ژوئیه ۱۹۵۴) یک تهیه‌کننده اهل ایالات متحده آمریکا بود.

## منتخب فیلم‌شناسی
- Larceny (۱۹۴۸)
- Calamity Jane and Sam Bass (۱۹۴۹)
- خیابان یک طرفه (۱۹۵۰)
- Saddle Tramp (۱۹۵۰)
- Flame of Araby (۱۹۵۱)
- Katie Did It (۱۹۵۱)
- Just Across the Street (۱۹۵۲)
- It Happens Every Thursday (۱۹۵۳)
- The Rocket Man (۱۹۵۴)